# Čáslavice
Čáslavice település Csehországban, a Třebíči járásban. Čáslavice Kojetice, Šebkovice, Cidlina, Loukovice, Rokytnice nad Rokytnou, Římov és Babice településekkel határos. Lakosainak száma 559 fő (2024. január 1.).

## Népesség
A település lakosságának változását az alábbi diagram mutatja:
| Lakosok száma | 679  | 791  | 885  | 717  | 687  | 578  | 544  | 544  | 552  | 559  |
|               | 1869 | 1890 | 1921 | 1950 | 1980 | 2001 | 2017 | 2019 | 2022 | 2024 |